# Rummu järv
Rummu järv är en sjö i Estland.   Den ligger i norr om byn Rummu i Kuusalu kommun i landskapet Harjumaa, i den norra delen av landet, 30 km öster om huvudstaden Tallinn. Rummu järv ligger 43 meter över havet.  I omgivningarna runt Rummu järv växer i huvudsak blandskog.